# Aster Mammo
 (décembre 2022).
République fédérale démocratique d'Éthiopie
Aster Mammo (Ge'ez: አስቴር ማሞ) est une des 112 membres du Conseil de la Fédération éthiopien. Elle est une des 19 conseillers de l'État Oromia et représente le peuple Oromo.
Elle a été vice-Première ministre de l'état Oromia jusqu'en septembre 2016.